# Denís Boyárintsev
Denís Konstantínovich Boyárintsev (en ruso: Денис Константинович Бояринцев) (Moscú, Unión Soviética, 6 de febrero de 1978) es un exfutbolista que se desempeñaba como extremo y entrenador ruso.Actualmente entrena al FC Tekstilshchik Ivanovo.

## Clubes

### Jugador
| Club                  | País  | Año         | Partidos | Goles |
| FC Smena Moscú        | Rusia | 1995 - 1996 | 71       | 4     |
| FC MEPhl Moscú        | Rusia | 1997        | 35       | 3     |
| FC Nosta Novotroitsk  | Rusia | 1998 - 2000 | 96       | 14    |
| FC Rubin Kazán        | Rusia | 2001 - 2004 | 108      | 22    |
| FC Spartak Moscú      | Rusia | 2005 - 2007 | 73       | 9     |
| FC Shinnik Yaroslavl  | Rusia | 2008        | 27       | 6     |
| FC Spartak Moscú      | Rusia | 2009        | 19       | 0     |
| FC Saturn             | Rusia | 2010        | 16       | 1     |
| FC Zhemchuzhina Sochi | Rusia | 2011        | 18       | 2     |
| FC Tom Tomsk          | Rusia | 2011 - 2012 | 23       | 2     |
| FC Torpedo Moscú      | Rusia | 2012 - 2014 | 0        | 0     |

### Entrenador
| Club                        | País  | Año         |
| --------------------------- | ----- | ----------- |
| FC Torpedo Moscú II         | Rusia | 2014 - 2015 |
| Nosta Novotroitsk (Adjunto) | Rusia | 2016 -2017  |
| Tekstilshchik Ivanovo       | Rusia | 2017 - Act. |

- Datos: Q945319
- Multimedia: Denis Boyarintsev / Q945319